# Die Fugger
Die Fugger ist eine von The Electric Ballhaus entwickelte und 1988 von Bomico veröffentlichte rundenbasierte Wirtschaftssimulation mit mittelalterlichem Hintergrund. 1996 erschien mit Die Fugger II ein Nachfolger.

## Handlung
Der Spieler wird nach Deutschland im Mittelalter versetzt. Der Spieler hat keine Besitztümer, bis plötzlich der Tod eines Onkels ihm ein Fuhrwerk, eine Faktorei in Einbeck, 20 Fässer Bier und 500 Taler vermacht.

## Spielprinzip
Ziel ist es, ein Handelsimperium wie dies der Familie Fugger aufzubauen. Dabei können den Spieler starke Schicksalsschläge ereilen, so dass er schnell im Schuldturm landet. Man verwaltet Lagerraum, Fuhrwerke und Arbeitskräfte, um durch den Verkauf von Waren Geld zu verdienen. Die Fuhrwerke können dabei verschleißen und die Lagerarbeiter müssen Löhne ausgezahlt bekommen. Später können weitere Standorte in anderen Städten errichtet werden. Auf den Handelswegen lauern Räuber, die durch strategisches Vorgehen abgewehrt werden können. Zudem gilt es, Kaiser Karl finanziell zu unterstützen, mit dem Ziel, selbst an einen Adelstitel zu gelangen.

## Rezeption
Das Spiel erinnere an Hanse und sei für eine Hobby-Produktion professionell umgesetzt. Im Mehrspielermodus entfalte es seine volle Stärke. Die Portierung auf den Amiga sei gelungen. Die Steuerung auf Atari ST sei umständlich, die Ladezeiten störend, dennoch zähle das Spiel zum gehobenen Standard. Die Zeitschrift Aktueller Software Markt verlieh die Auszeichnung ASM Hit.